# Tifón Sanba
El tifón Sanba, conocido en Filipinas como el tifón Karen (Designación internacional: 1216, designación JTWC: 17W) fue el ciclón tropical más fuerte del mundo en el año 2012. La decimosexta tormenta y décimo tifón de la temporada de tifones en el Pacífico de 2012, Sanba se formó como una depresión tropical al este de Filipinas el 10 de septiembre de 2012. La tormenta se intensificó gradualmente a medida que se movía generalmente hacia el norte en un área favorable para el desarrollo tropical. El sistema pronto se mejoró a una tormenta tropical menos de un día después de la formación y posteriormente a un tifón el 12 de septiembre. Más tarde ese día, Sanba entró en una fase de intensificación explosiva, fortaleciéndose rápidamente y ganando características anulares. El 13 de septiembre, el sistema alcanzó su intensidad máxima con vientos máximos sostenidos de 125 mph (205 km/h) y una presión barométrica de 900 mbar (hPa; 26.58 inHg), convirtiéndose en el tifón más fuerte en el Océano Pacífico occidental desde Megi en 2010.  Desplazando hacia latitudes más al norte, un período de debilitamiento gradual se produjo después de que su ojo se expandió. Tocó tierra en Corea del Sur a última hora del 17 de septiembre de 2012 como un tifón antes de la transición a un ciclón extratropical al día siguiente. Los remanentes de Sanba rastrearon la región de Krai de Primorie, en el este de Rusia, antes de que se registraran por última vez el 19 de septiembre. 
Al pasar justo al oeste de Japón, Sanba causó grandes pérdidas a la agricultura, la silvicultura y la industria pesquera en las islas de la prefectura de Okinawa. Más hacia el interior, en las prefecturas de Kōchi y Gifu, las fuertes lluvias dañaron las regiones agrícolas y arrasaron numerosos caminos. Las pérdidas en ambas prefecturas ascendieron a ¥ 1,55 mil millones (USD$ 1,98 millones). A su llegada a la Península Coreana el 17 de septiembre, se convirtió en la primera vez en 50 años que la península había sido golpeada por al menos cuatro tifones en un solo año. En Corea del Sur, las lluvias torrenciales también arrasaron los sistemas de carreteras e inundaron las tierras cultivadas, así como la infraestructura resultó dañada. Las pérdidas asociadas con Sanba ascendieron a ₩ 389 mil millones (US$ 347,5 millones). En Corea del Norte, la fuerte precipitación empeoró las condiciones de inundación preexistentes iniciadas inicialmente por la tormenta tropical Khanun dos meses antes. En general, durante la caminata de nueve días del tifón, Sanba causó pérdidas de US$ 378,8 millones y mató a seis personas.

## Historia meteorológica
Un área de baja presión se formó al este de Palaos el 9 de septiembre de 2012 y gradualmente se desplazó hacia el oeste. Temprano el 10 de septiembre, la Agencia Meteorológica de Japón (JMA) la mejoró hasta una depresión tropical, antes de que el Centro Conjunto de Advertencia de Tifones (JTWC) emitiera una «alerta de formación de ciclones tropicales» en el sistema ese mismo día y también la elevara a una depresión tropical tarde el mismo día, cuando Sanba comenzó a organizarse más, con el anudado de tormentas eléctricas fortalecidas y envuelto más firmemente en el centro de circulación de bajo nivel.
Cuando el sistema ingresó al área de responsabilidad de Filipinas a principios del 11 de septiembre de 2012, la Administración de Servicios Atmosféricos, Geofísicos y Astronómicos de Filipinas (PAGASA) comenzó a avisar sobre el sistema y lo llamó Karen. Al mismo tiempo, la Agencia Meteorológica de Japón mejoró el sistema a una tormenta tropical y lo llamó Sanba, y el Centro Conjunto de Advertencia de Tifones también lo actualizó a una tormenta tropical más tarde.
El 12 de septiembre de 2012, el Centro Conjunto de Advertencia de Tifones informó que Sanba se había fortalecido en un tifón de categoría uno. Tarde en el mismo día, Sanba comenzó una intensificación explosiva, lo que provocó que la Agencia Meteorológica de Japón lo elevara a una tormenta tropical severa e incluso un tifón más tarde. El 13 de septiembre, el Centro Conjunto de Advertencia de Tifones informó que Sanba se había fortalecido rápidamente en un tifón de categoría dos a un tifón de categoría cuatro, ya que se convirtió en un tifón anular, con un ojo de 37 kilómetros de ancho. El revestimiento denso central del sistema también se compactaba más o menos al mismo tiempo. A última hora del 13 de septiembre, el Centro Conjunto de Advertencia de Tifones informó que Sanba se convirtió en un súper tifón de categoría cinco y se convirtió en el tifón más fuerte en el Pacífico norte occidental desde Megi en 2010. El 15 de septiembre de 2012, cuando el sistema comenzó a debilitarse a un tifón de categoría tres , la pared ocular bien definida se disipó, y comenzó a someterse a un ciclo de reemplazo de la pared del ojo, y pronto terminó con un ojo de 70 kilómetros de ancho. El 17 de septiembre, a las 01:00 (UTC), Sanba tocó tierra en Corea del Sur.[cita requerida]

## Impactos

### Corea del Sur

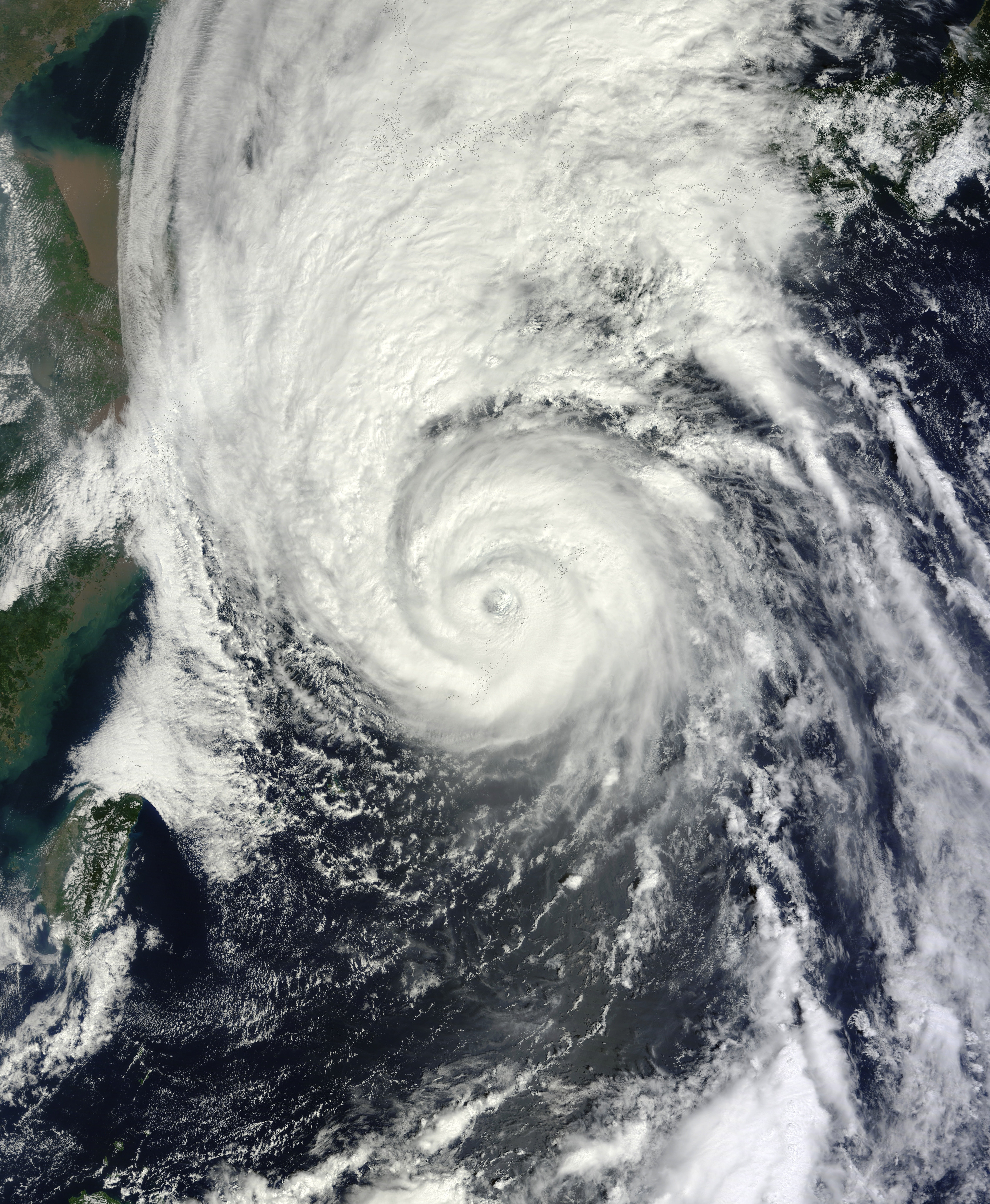
El tifón Sanba se acerca a Corea del Sur el 16 de septiembre de 2012

En toda Corea del Sur, las fuertes lluvias de la tormenta arrasaron numerosos caminos e inundaron las tierras de cultivo. Numerosas estructuras a lo largo de los ríos fueron dañadas o destruidas por las inundaciones. Las pérdidas del tifón alcanzaron ₩ 389 mil millones (USD $ 347,5 millones). Con fuertes vientos de 31 metros por segundo y fuertes lluvias, el tifón Sanba se movía hacia el norte a una velocidad de 41 kilómetros por hora a partir de las 16:00 UTC. desde cerca de la ciudad sureña de Daegu, después de azotar las áreas costeras del suroeste el lunes por la mañana, de acuerdo con la Administración Meteorológica de Corea (KMA). Se pronosticó que el tifón se desviaría hacia el Mar del Este a última hora del día después de pasar por el territorio continental de Corea del Sur. La mayoría de las regiones del sur recibieron más de 200 milímetros de lluvia durante el día, mientras que la ciudad costera meridional de Namhae recibió 214 milímetros hasta el momento, según funcionarios meteorológicos, señalando que algunas regiones del sur y centro de Corea del Sur obtendrán hasta 200 mm de precipitación adicional antes de la medianoche. 
Las fuertes lluvias y fuertes ráfagas que acompañan a las poderosas tormentas devastaron las regiones del sur. En la provincia de Gyeongsang del Norte, un deslizamiento de tierra causó el colapso de una casa, matando a una mujer de 53 años. Dos personas resultaron heridas debido a un deslizamiento de tierra por separado y el posterior colapso de un edificio, según la Agencia Nacional de Manejo de Emergencias (NEMA). En todo el país, un total de 1,187 personas se vieron obligadas a evacuar, y 382,316 hogares experimentaron cortes de energía, y el 14 por ciento de ellos todavía no tenían electricidad hasta las 14:00 UTC, dijo la agencia NEMA. Las autoridades cancelaron 213 vuelos nacionales y 52 vuelos internacionales en los principales aeropuertos del país, incluido Incheon, una puerta de entrada a Seúl, y suspendieron 168 servicios de ferry en todo el país, dijo el ministerio de la tierra. Las autoridades emitieron avisos de tifón en la mayor parte del país, incluido Seúl, donde se esperan vientos de hasta 30 metros por segundo y 150 mm de lluvia. Las principales presas como Paldang, Chungju y Namgang en todo el país descargaron agua para controlar sus niveles de agua y los parques nacionales y otras áreas consideradas peligrosas en dicha tormenta fueron declaradas fuera de los límites como medida de precaución. 

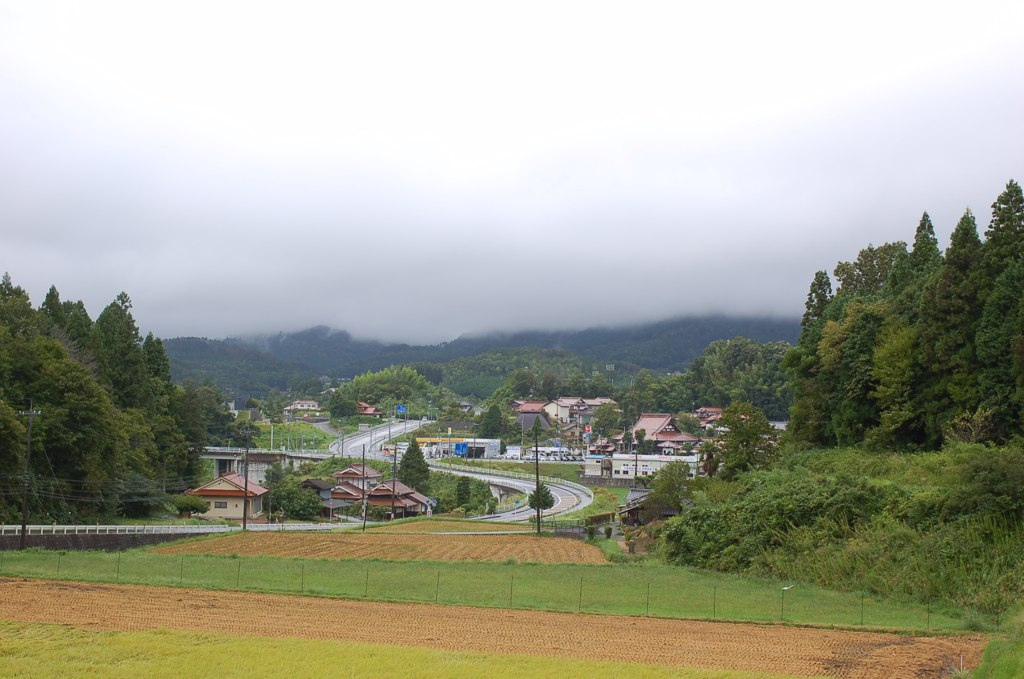
Foto en la llegada del tifón Sanba el 17 de septiembre de 2012

El gobierno ordenó el cierre de las escuelas en las regiones del sur y del centro, incluidas Busan y Daegu, y permitió que los estudiantes de Seúl y las áreas circundantes de Gyeonggi regresaran a casa temprano, dijeron los funcionarios. Durante una reunión con altos secretarios, el presidente Lee Myung-bak dijo que el gobierno debería poner todos los recursos posibles para ayudar a minimizar el daño y recuperarse temprano de las consecuencias del tifón, según su portavoz, Park Jeong-ha. Chuseok, considerado el equivalente coreano del Día de acción de gracias, es una de las festividades tradicionales más grandes de Corea, junto con el Día del Año Nuevo Lunar. El Chuseok de este año cae el 30 de septiembre de 2012.

### Japón
En la prefectura de Kōchi, 222 hectáreas (548 acres) de tierras agrícolas fueron dañadas por la tormenta, con pérdidas que alcanzaron ¥ 50 millones (USD $ 640,000) En todo Okinawa, los daños a la agricultura, la silvicultura y la pesca ascendieron a ¥ 900 millones (USD 11,5 millones). Las fuertes lluvias de la tormenta en la prefectura de Gifu provocaron numerosos derrumbes y provocaron inundaciones importantes que arrasaron con cientos de carreteras. Las pérdidas en la prefectura alcanzaron ¥ 1,5 mil millones (USD $ 19,2 millones).